# Бризевиц, Ута
У́та Бри́зевиц (нем. Uta Briesewitz; 1 сентября 1967, Леверкузен, Северный Рейн-Вестфалия, Германия) — немецкий кинооператор и кинорежиссёр.

## Биография
Ута Бризевиц родилась 1 сентября 1967 года в Леверкузене (земля Северный Рейн-Вестфалия, Германия).
Участвовала в создании сериалов: «Косяки», «Девственница Джейн», «Обитель лжи» и др. Как оператор руководила процессом съёмок фильмов: «Жизнеобеспечение» (2007), «Артур. Идеальный миллионер» (2011), «Взлёты и падения: История Дьюи Кокса» (2007) и др., сериалов: «Настоящая кровь», «Такая разная Тара», «Жеребец» и др. Известна сотрудничеством с режиссёром Брэдом Андерсоном.
В 2007 году Ута получила премию «Women in Film Crystal Awards» за пожизненные достижения в кинооператорской деятельности. Во второй половине того же года Бризевиц родила ребёнка.

## Избранная фильмография
оператор
- 1999 — «ФАКультет» / Undressed
- 2001 — «Девятая сессия» / Session 9
- 2002 — «XX/XY» / XX/XY
- 2002—2004 — «Прослушка» / The Wire
- 2003 — «Гарвардский бомж» / Homeless to Harvard: The Liz Murray Story
- 2006 — «Телевизор» / The TV Set
- 2007 — «88 минут» / 88 Minutes
- 2009 — «Такая разная Тара» / United States of Tara
- 2009—2011 — «Жеребец» / Hung
- 2010 — «Исчезновение на 7-й улице» / Vanishing on 7th Street
- 2011 — «Артур. Идеальный миллионер» / Arthur
- 2011 — «Очень плохая училка» / Bad Teacher
- 2012 — «Бен и Кейт» / Ben and Kate
- 2013 — «Настоящая кровь» / True Blood
- 2015 — «Трудности ассимиляции» / Fresh Off the Boat
- 2015 — «Сложности» / Complications
- 2015 — «Хватай и беги» / Freaks of Nature

режиссёр
- 2010—2011 — «Жеребец» / Hung
- 2012 — «Дурман» / Weeds
- 2012 — «Пригород» / Suburgatory
- 2014 — «Обитель лжи» / House of Lies
- 2014—2015 — «Неуклюжая» / Awkward
- 2014—2016 — «Девственница Джейн» / Jane the Virgin
- 2015 — «Нереально» / Unreal
- 2015 — «Джессика Джонс» / Jessica Jones
- 2015 — «Агент Икс» / Agent X
- 2015—2016 — «Сотня» / The 100
- 2016 — «Руководство подруг к разводу» / Girlfriends' Guide to Divorce
- 2016 — «Бойтесь ходячих мертвецов» / Fear the Walking Dead
- 2016 — «Это мы» / This Is Us
- 2017 — «Смертельное оружие» / Lethal Weapon
- 2017 — «Железный кулак» / Iron Fist
- 2017 — «Чёрные паруса» / Black Sails
- 2017 — «Оранжевый — хит сезона» / Orange Is the New Black
- 2018 —  «Мир Дикого запада» / Westworld
- 2023 — «Чёрное зеркало» / Black Mirror, 4 серия (6 сезон)